# Mikey Craig
Michael Emile Craig (15 de fevereiro de 1960), mais conhecido como Mikey Craig, é um músico e DJ britânico de ascendência jamaicana, baixista do grupo Culture Club.